# Birama Touré
Ne doit pas être confondu avec le journaliste malien Birama Touré.
Birama Touré, né le 6 juin 1992 à Kayes au Mali, est un footballeur international malien qui évolue au poste de milieu défensif au Manisa FK.

## Biographie

### Enfance et formation
Birama Touré nait le 6 juin 1992 à Kayes (Mali) dans une famille de six enfants. Ses parents émigrent ensuite en France et s'installent à Beauvais alors qu'il n'a que 5 ans. Soucieux que leurs enfants ne traînent pas dans le quartier après les cours, ils décident d'inscrire leurs fils au club de football local: l'AS Beauvais-Oise. En août 2006, il intègre la sélection des 14 ans de la Ligue de Picardie, aux côtés des futurs pros Florian Pinteaux et Rémi Mulumba. Il occupe d'abord le poste de défenseur central avant d'être replacé milieu défensif vers l'âge de 16 ans. Il monte en puissance en jouant successivement avec les U19 nationaux, puis l'équipe C et enfin la B.

### AS Beauvais (2010-2012)
Il prend part aux entraînement avec l'équipe A de l'AS Beauvais (National) lors de la saison 2010-2011. C'est ainsi qu'il fait ses grands débuts à ce niveau le samedi 30 avril lorsque l'ASBO reçoit Gap (1-1) en remplaçant son coéquipier Abdoulaye Diawara en cours de rencontre. Néanmoins il joue le plus souvent avec les équipes réserves du club comme lorsqu'il est appelé à la rescousse de l'équipe C qui évolue en Division de District et marque le but qui scelle la montée de cette équipe à l'échelon supérieur lors de la dernière journée de championnat.
La relégation de l'ASBO en CFA en 2012 le pousse à quitter l'Oise.

### FC Nantes (2012-2014)
Birama Touré s'engage le 18 juin 2012 pour trois ans avec le FC Nantes. Il intègre rapidement l'équipe première et effectue ainsi son premier match le 4 août 2012 à domicile face à Nîmes. Le 22 octobre 2012, il marque son premier but professionnel avec le FC Nantes face à Dijon (2-0).
Il suivait une licence de Langues étrangères appliquées (spécialité anglais et espagnol) à Beauvais, mais a dû arrêter ses études en 3e année à cause des efforts demandés par la pratique du sport de haut niveau,.
Sa première saison est tellement probante qu'en quelques mois, le FCN lui propose une prolongation. Ainsi le 21 février 2014, il est lié avec les  canaris jusqu'en juin 2017.

### Prêt au Stade brestois (2014-2015)
La saison 2014/2015 se complique en Loire-Atlantique, puisque le joueur perd sa place de titulaire à cause du binôme Kian Hansen ou encore Rémi Gomis. Ne devant se contenter que d'une apparition en championnat et deux matchs en Coupe en 4 mois, le joueur est en manque de rythme à tel point qu'il doit jouer 2 matchs avec la réserve.
Le 5 novembre 2014, quelques semaines avant le mercato hivernal, il est prêté sans option d'achat au Stade brestois . Devenu titulaire dans l'entre-jeu brestois, il marque son premier but sous ses nouvelles couleurs lors de son 18e match avec Brest face à La Berrichonne de Châteauroux au cours de la 27e journée de championnat, le 9 mars 2015. Son prêt s'avère concluant, il participe alors à 27 matchs sous le maillot du club breton avant de faire son retour à la Jonelière. Mais le club rate la montée en Ligue 1 pour lequel il était taillé.

### Retour de prêt au FC Nantes (2015-2016)
Il fait partie du projet de Der Zakarian pour la saison 2015-2016, participant à tous les matchs de préparation d'avant-saison, il débute logiquement dans le onze de départ lors de la première journée de championnat face à Guingamp.

### Standard de Liège (2016-2017)
Le 14 juin 2016, il signe un contrat de 4 ans au Standard de Liège dans le championnat belge. Il rejoint son ancien coéquipier nantais, Adrien Trebel.

En six mois, le joueur ne joue que 4 matchs et se retrouve en difficulté en Belgique si bien qu'il recherche un temps de jeu plus probant ailleurs.

### AJ Auxerre (2017-2023)
Le 16 janvier 2017, il rebondit en prêt à l'AJ Auxerre afin de participer au maintien jusqu'à la fin de la saison.
Ecarté du groupe au Standard de Liège, il rejoint définitivement le club le 17 juillet 2017.
Titulaire indiscutable dès son arrivée, il devient capitaine après l'arrivée de Jean-Marc Furlan sur le banc Auxerrois en 2019.
Ayant marqué 2 buts et délivré 3 passes décisives en 172 matchs de Ligue 2 sous le maillot Auxerrois, il se montre décisif lors des barrages pour la montée en Ligue 1 de la saison 2021/2022 face à Saint-Etienne. Lors du match aller il délivre une passe décisive pour l'égalisation de Gaëtan Perrin (1-1) avant de marquer le tir au but victorieux au match retour à Geoffroy-Guichard, pour envoyer Auxerre en Ligue 1 après 10 saisons en Ligue 2.

### Al-Riyadh FC. (2023-2024)
Le 11 Juillet 2023, Birama Touré signe en Arabie-Saoudite à Al-Riyadh, libre de tout contrat.

### Montpellier HSC (Depuis 2024)
Le 11 septembre 2024, Birama Touré s’engage au MHSC libre de tout contrat, jusqu’en juin 2026.
Le 7 février 2025, Birama Touré peu utilisé par le MHSC, est prêté jusqu’à la fin de la saison en deuxième division turque au club du Manisa Futbol Kulübü.

### En sélection
Le 5 mars 2014, il honore sa première sélection avec le Mali, lors d'un match amical face au Sénégal (1-1).

## Statistiques
| Saison                | Club                     | Championnat           | Championnat | Championnat | Coupe nationale | Coupe nationale | Coupe de la Ligue | Coupe de la Ligue | Total | Total |
| Saison                | Club                     | Division              | M.          | B.          | M.              | B.              | M.                | B.                | M.    | B.    |
| 2010-2011             | AS Beauvais Oise         | National              | 2           | 0           | -               | -               | -                 | -                 | 2     | 0     |
| 2011-2012             | AS Beauvais Oise         | National              | 16          | 0           | -               | -               | -                 | -                 | 16    | 0     |
| Sous-total            | Sous-total               | Sous-total            | 18          | 0           | -               | -               | -                 | -                 | 18    | 0     |
| 2012-2013             | FC Nantes                | Ligue 2               | 26          | 1           | 3               | 0               | -                 | -                 | 29    | 1     |
| 2013-2014             | FC Nantes                | Ligue 1               | 31          | 0           | -               | -               | 3                 | 0                 | 34    | 0     |
| 2014-2015             | FC Nantes                | Ligue 1               | 1           | 0           | -               | -               | 1                 | 0                 | 2     | 0     |
| 2015-2016             | FC Nantes                | Ligue 1               | 23          | 0           | 3               | 0               | 1                 | 0                 | 27    | 0     |
| Sous-total            | Sous-total               | Sous-total            | 81          | 1           | 6               | 0               | 5                 | 0                 | 92    | 1     |
| 2014-2015             | Stade brestois 29 (prêt) | Ligue 2               | 22          | 1           | 5               | 0               | -                 | -                 | 27    | 1     |
| 2016-2017             | Standard de Liège        | JPL                   | 3           | 1           | -               | -               | -                 | -                 | 3     | 1     |
| 2016-2017             | AJ Auxerre (prêt)        | Ligue 2               | 17          | 1           | 2               | 1               | -                 | -                 | 19    | 2     |
| 2017-2018             | AJ Auxerre               | Ligue 2               | 37          | 0           | 3               | 0               | 1                 | 0                 | 41    | 0     |
| 2018-2019             | AJ Auxerre               | Ligue 2               | 30          | 0           | -               | -               | 2                 | 0                 | 32    | 0     |
| 2019-2020             | AJ Auxerre               | Ligue 2               | 25          | 0           | 2               | 0               | 1                 | 0                 | 28    | 0     |
| 2020-2021             | AJ Auxerre               | Ligue 2               | 28          | 0           | 1               | 0               | -                 | -                 | 29    | 0     |
| 2021-2022             | AJ Auxerre               | Ligue 2               | 39          | 1           | 3               | 0               | -                 | -                 | 42    | 1     |
| 2022-2023             | AJ Auxerre               | Ligue 1               | 38          | 2           | 1               | 0               | -                 | -                 | 39    | 2     |
| Sous-total            | Sous-total               | Sous-total            | 214         | 4           | 12              | 1               | 4                 | 0                 | 230   | 5     |
| 2023-2024             | Al-Riyadh FC             | Saudi Pro League      | 33          | 4           | 1               | 0               | -                 | -                 | 34    | 4     |
| 2024-2025             | Montpellier HSC          | Ligue 1               | 8           | 0           | -               | -               | -                 | -                 | 8     | 0     |
| 2024-2025             | Manisa FK (prêt)         | 1.Lig                 | 13          | 0           | -               | -               | -                 | -                 | 13    | 0     |
| Total sur la carrière | Total sur la carrière    | Total sur la carrière | 392         | 11          | 24              | 1               | 9                 | 0                 | 425   | 12    |

### En sélection nationale
| Saison                | Sélection             | Phases finales        | Phases finales | Phases finales | Phases finales | Éliminatoires | Éliminatoires | Éliminatoires | Matchs amicaux | Matchs amicaux | Matchs amicaux | Total | Total | Total |
| Saison                | Sélection             | Compétition           | M              | B              | Pd             | M             | B             | Pd            | M              | B              | Pd             | M     | B     | Pd    |
| --------------------- | --------------------- | --------------------- | -------------- | -------------- | -------------- | ------------- | ------------- | ------------- | -------------- | -------------- | -------------- | ----- | ----- | ----- |
| 2013-2014             | Mali                  | -                     | -              | -              | -              | -             | -             | -             | 3              | 0              | 0              | 3     | 0     | 0     |
| 2014-2015             | Mali                  | -                     | -              | -              | -              | 1             | 0             | 0             | 2              | 0              | 0              | 3     | 0     | 0     |
| 2015-2016             | Mali                  | -                     | -              | -              | -              | 4             | 0             | 0             | -              | -              | -              | 4     | 0     | 0     |
| Total sur la carrière | Total sur la carrière | Total sur la carrière | -              | -              | -              | 5             | 0             | 0             | 5              | 0              | 0              | 10    | 0     | 0     |